# Wanda Manowska-Jakesch
Wanda Manowska-Jakesch, właśc. Wanda Menkes (ur. 1855 we Lwowie, zm. 16 marca 1930 w Warszawie) – śpiewaczka (mezzosopran), aktorka, tancerka.

## Życiorys
Urodziła się w rodzinie Meira Menkesa i Cherche z Reinów, była żoną Jana Jakescha, dyrygenta.
Uczyła się w szkole dramatycznej we Lwowie. W latach 1871–1873 występowała w Teatrze Skarbka we Lwowie jako wykonawczyni niewielkich partii operowych (pod pseudonimem Manowska). W sezonie 1874/1875 śpiewała w teatrze krakowskim, a w latach 1875–1880 – w zespole Józefa Teksla. W latach 1880–1881 występowała wraz z zespołami Bolesława Kremskiego i Hipolita Wójcickiego w Lublinie oraz Feliksa Krotkego i Rufina Morozowicza w Piotrkowie. 5 października 1881 zadebiutowała na scenie Warszawskich Teatrów Rządowych, a rok później została przyjęta do zespołu operetki. Ze względu na znaczną tuszę dość szybko zaczęła śpiewać role charakterystyczne, np. starych ciotek i dostojnych arystokratek. Cieszyła się ogromną popularnością, krążyły o niej kuplety i powiedzonka. Po likwidacji Warszawskich Teatrów Rządowych w 1915 nadal występowała w Teatrze Nowości, gdzie w 1924 obchodziła jubileusz czterdziestolecia pracy. W latach 1914–1928 grała również w polskich filmach, m.in. Ach, te spodnie! (1914) i Miesiące miodowe z przeszkodami (1924). Karierę sceniczną zakończyła prawdopodobnie w 1928. Jej grób znajduje się na Cmentarzu Ewangelicko-Augsburskim przy ul. Młynarskiej w Warszawie (aleja 15b, grób 21).